# Corinna plumipes
Corinna plumipes là một loài nhện trong họ Corinnidae.
Loài này thuộc chi Corinna. Corinna plumipes được Philip Bertkau miêu tả năm 1880.